# Тахавиев, Фарид Тахавиевич
Фарид Тахавиевич Тахавиев (1930—1999) — бригадир лесозаготовительной бригады Пинчугского леспромхоза, Красноярский край, Герой Социалистического Труда.

## Биография
Родился 1 ноября 1930 года в селе Верхне-Куюк Атнинского района Татарской АССР, ныне Республики Татарстан.
Отслужив в рядах Советской армии и окончив курсы трактористов, Тахавиев переехал в Сибирь, где женился на девушке с именем Нафис. Здесь принят на работу трактористом верхнего склада Красногорьевского лесопункта Пинчугсксго леспромхоза в Богучанском районе. В 1961 году он стал трактористом-наставником, затем — бригадиром дорожно-строительного отряда. Совместно с Обориным П. Ф., водителем лесовозной машины, создали укрупненную комплексную лесозаготовительную бригаду, что незамедлительно дало ощутимые результаты.
Умер 10 ноября 1999 года.

## Награды
- В 1980 году Фариду Тахавиевичу Тахавиеву было присвоено звание Героя Социалистического Труда с вручением золотой медали «Серп и Молот».
- Лауреат Государственной премии СССР (за выдающиеся достижения в соцсоревновании на основе комплексного совершенствования трудовых процессов, внедрения передовой организации труда).
- Также был награждён вторым орденом Ленина и медалями.